# La Bouquechardière

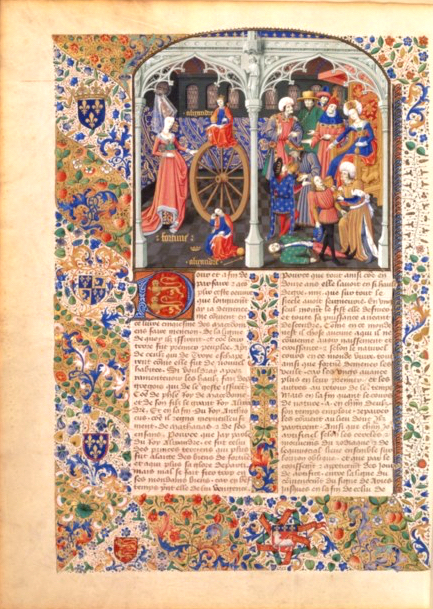
Bouquechardière Fol. 280v - Roue de la Fortune et assassinat d'Alexandre II de Macédoine.

La Bouquechardière est une compilation d'histoire ancienne, écrite par Jean de Courcy entre 1416 et 1422. Si l'original est perdu, il existe trente-cinq copies connues. Plusieurs de ces exemplaires ont été enluminés par l'atelier du maître de l'Échevinage de Rouen.

## Contexte et histoire
L'œuvre a été écrite par Jean de Courcy, seigneur de Bourg-Achard dont le nom lui a inspiré le titre. Le texte a connu un grand succès et fut produit et vendu depuis Rouen.

## Description

### Le texte
Le texte est divisé en six livres. Il raconte en prose l'histoire des Grecs et des Romains, de la période de la Création, jusqu'à Jules César.

### Les enluminures
Douze copies de La Bouquechadière ont été enluminées par le maître de l'Échevinage de Rouen. Les écus et les signes héraldiques présents dans les quatre miniatures permettent de dater la plus ancienne de ces copies enluminées entre 1457 et 1461, ce qui en ferait l'un des travaux les plus anciens du maître. Les miniatures sont présentes aux folios 1, 98, 159 et 280v°.

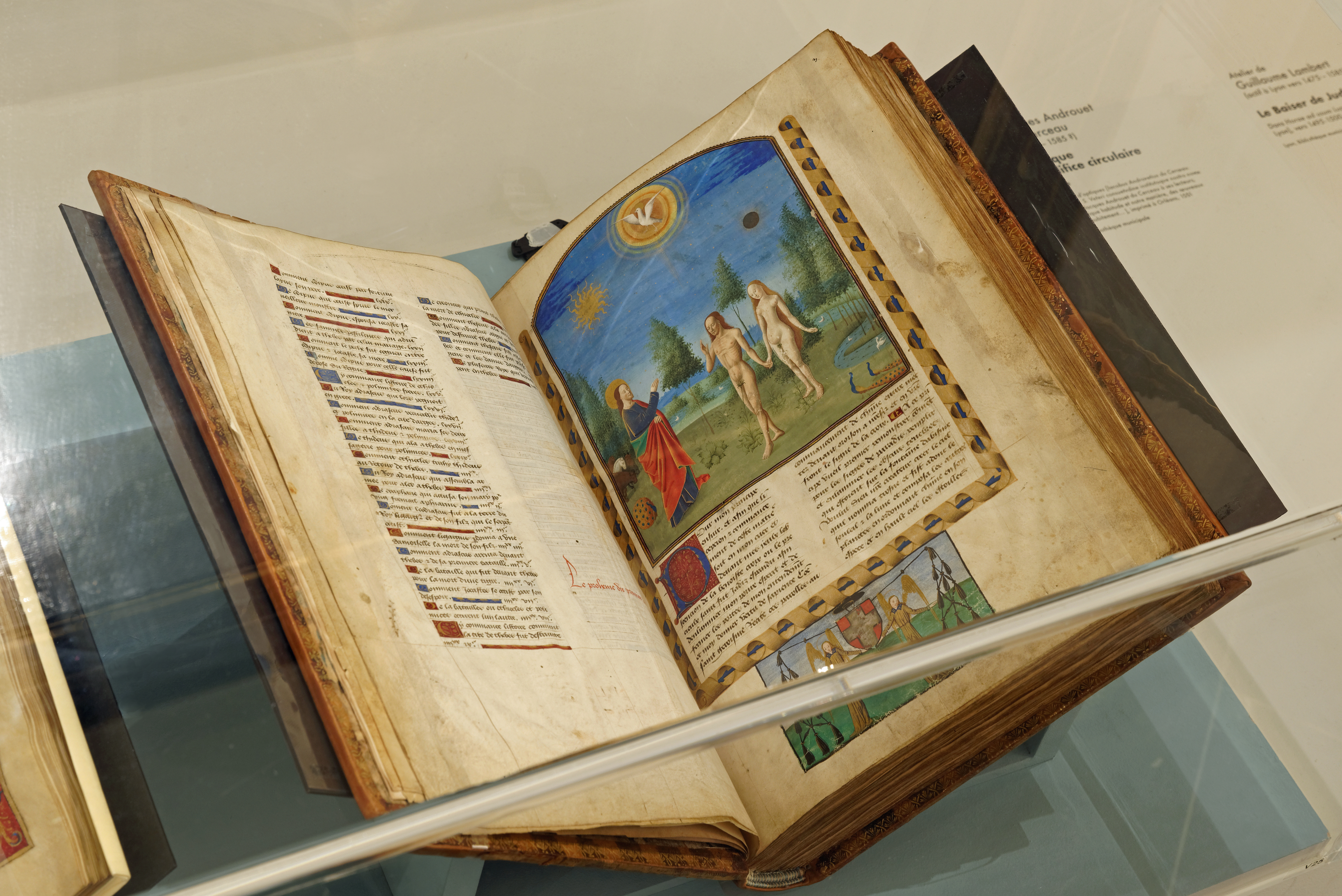
Adam et Ève avec Dieu
Le roi Priam rencontre Hélène
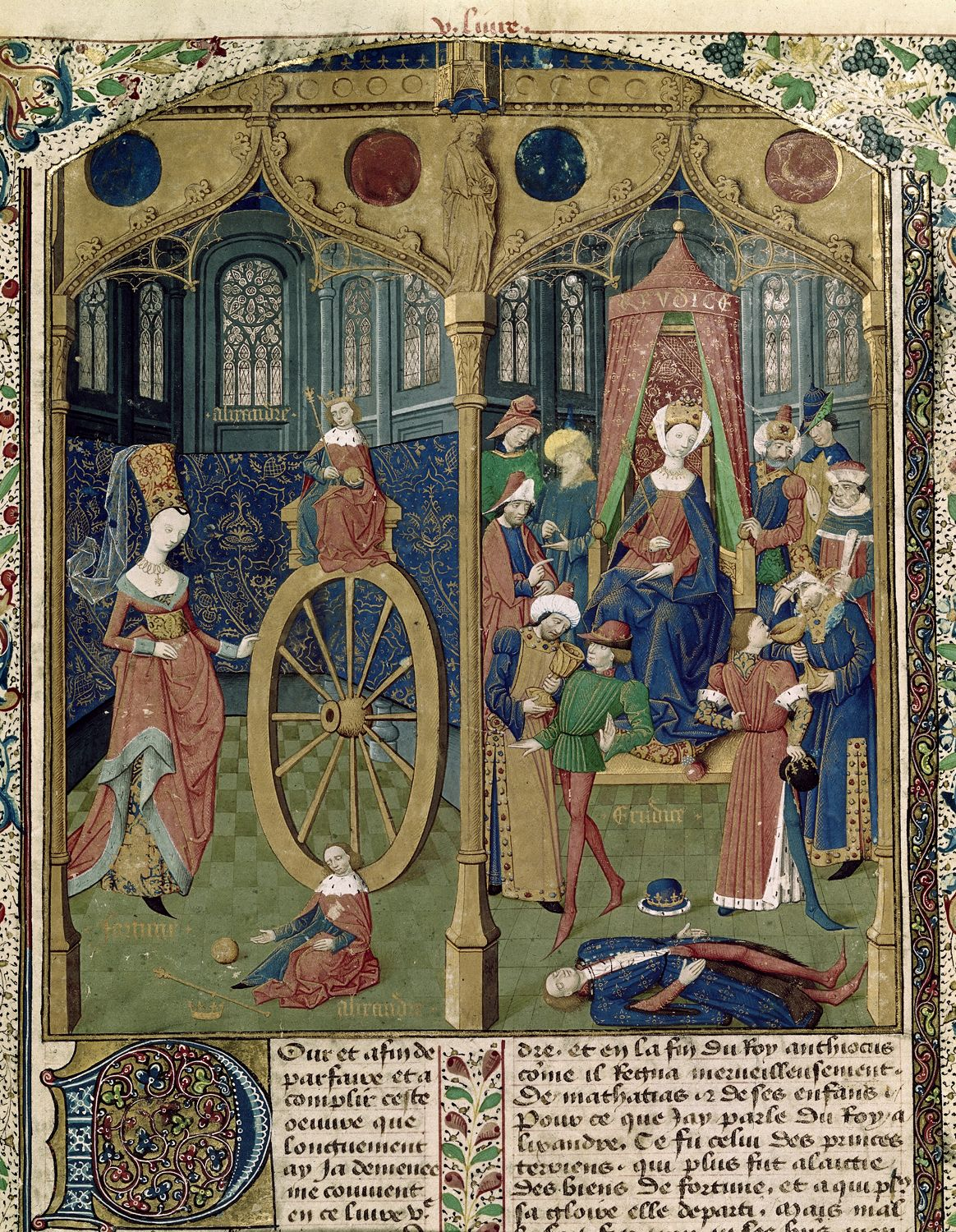
Roue de la Fortune et Alexandre II (détail)